# دواین هیل
دواین هیل (انگلیسی: Dwayne Hill؛ زادهٔ ۵ ژوئن ۱۹۶۶) صداپیشه و بازیگر اهل کانادا است. وی از سال ۱۹۹۷ میلادی تاکنون مشغول فعالیت بوده‌است و ۲ مرتبه نامزد دریافت جایزه جمینی شده است.
از فیلم‌ها یا مجموعه‌های تلویزیونی که وی در آن‌ها نقش داشته‌است، می‌توان به پگ + پیشی اشاره نمود.